# Genes, Plants, and People
Genes, Plants, and People («Genes, plantas y personas») es una recopilación de artículos sobre importantes y variadas cuestiones de genética escrita por Cyril Dean Darlington y K. Mather en 1950. La mayor parte del contenido fue publicado primeramente en revistas científicas de esta especialidad, el cual completa y amplía la obra The Elements of Genetics de los mismos autores.

El libro comienza con una breve introducción histórica, tras la cual se tratan varios aspectos de la citología en relación con los fenómenos de herencia biológica, tales como estructura de los cromosomas y de sus genes, procesos de reducción cromática, entrecruzamiento y poliploidía. A continuación, se dedican otros capítulos a la genética humana en general, tanto en su aspecto cromosómico como en el citoplásmico y mitocondrial, siendo particularmente interesantes sus consideraciones acerca de los fenómenos de herencia en relación con las infecciones, origen y propagación de los virus y el enigma del cáncer.

El texto se continúa con artículos sobre varios procesos genéticos en animales y en vegetales, especialmente en los hongos, y también de los problemas referentes a las aplicaciones prácticas al mejoramiento vegetal, a la zootecnia y a la eugenesia o posible perfeccionamiento del hombre. Por último, dos capítulos se dedican al estado de la Genética en Rusia en aquellos años: uno se titula Genetics and the Russian Controversy («Genética y la controversia rusa»), el otro figura como apéndice y lleva el título The New Soviet Genetics («La nueva Genética soviética»).